# Hassane Idbassaid
Hassane Idbassaid (en amazigh: ⵃⴰⵙⵙⴰⵏ ⵉⴷⴱⴰⵙⵄⵉⴷ) est un chanteur chleuh et représentant contemporain de la chanson berbère marocaine moderne.

## Biographie
Hassane Idbassaid est né en 1967 à Tiznit dans la région de Souss dans le sud du Maroc.
Au début des années 1990, il rencontre Ammouri Mbark ce qui marque un tournant décisif de sa carrière. Les deux ont fait plusieurs tournées en Europe, et collaborent à l’enregistrement d’un album. 
Hassane Idbassaid allie et affine la musique berbère chleuhe traditionnelle et moderne où il incorpore des instruments contemporains tels que la batterie, la basse, la guitare, en plus des instruments traditionnels de ce genre musical : le violon monocorde, le ribab, et le banjo berbère, le lohtar.

## Discographie
- Chahwa 2006[2]
- litchine
- hommage à Raïss : Saïd Achtouk
- Siyh a tawnza
- Hommage à Haj Belaïd
- Gnawa : Samaoui
- Hommage au grand artiste : Ahmed Amentag